# 방글라데시의 국장

방글라데시의 국장

방글라데시의 국장은 1971년에 제정되었다.
국장 가운데에는 수련이 그려져 있으며 수련 양쪽을 벼 이삭이 감싸고 있다. 수련 위에는 4개의 별과 3개의 황마 잎이 그려져 있다. 수련은 방글라데시의 국화로 방글라데시를 흐르고 있는 수많은 강들을 의미한다. 벼는 방글라데시의 주식으로 방글라데시의 농업을 의미한다. 4개의 별은 1972년에 제정된 방글라데시 최초의 헌법에 규정되어 있던 방글라데시의 건국 4대 원칙인 민족주의, 세속주의, 사회주의, 민주주의를 의미한다.

## 그 외의 문장

방글라데시의 대통령 문장
방글라데시의 총리 문장
방글라데시의 정부 문장

## 같이 보기
- 방글라데시의 국기